# Shock!
Shock! è un singolo della cantautrice italiana Neja, pubblicato nel 1998 come terzo estratto dal primo album in studio The Game.

## Successo commerciale
Il brano è riuscito a bissare il successo del singolo precedente Restless entrando nella Top 5 in Italia e in Islanda.

## Classifiche
| Classifica (1998-99) | Posizione massima |
| -------------------- | ----------------- |
| Islanda              | 4                 |
| Italia               | 2                 |